# 南部郵便局
南部郵便局
- （みなべゆうびんきょく） - 和歌山県日高郡みなべ町にある郵便局。本記事にて記述する。
- （なんぶゆうびんきょく） - 山梨県南巨摩郡南部町にある郵便局。局番号は08007。

南部郵便局（みなべゆうびんきょく）は和歌山県日高郡みなべ町にある郵便局。民営化前の分類では集配普通郵便局であった。

## 概要
住所：〒645-8799 和歌山県日高郡みなべ町芝447-1
民営化直前の集配業務再編において、多くの集配普通郵便局は統括センターとなったが、当局は配達センターとされたため、民営化後も郵便事業株式会社の支店は併設されず、集配センターが併設された。

## 沿革
- 1873年（明治6年）4月13日 - 南部郵便取扱所として開設[1]。
- 1875年（明治8年）1月1日 - 南部郵便局（五等）となる。
- 1880年（明治13年）4月 - 南部ノ内南道（みなべのうちみなみどう）郵便局に改称。
- 1883年（明治16年）10月 - 南部郵便局に改称。
- 1885年（明治18年）5月1日 - 貯金取扱を開始。
- 1890年（明治23年）7月16日 - 為替取扱を開始。
- 1897年（明治30年）4月1日 - 南部郵便電信局となる。
- 1903年（明治36年）4月1日 - 通信官署官制の施行に伴い南部郵便局となる。
- 1952年（昭和27年）2月1日 - 電気通信業務を、新設の南部電報電話局に移管[2]。
- 1955年（昭和30年）2月1日 - 電話通話事務の取扱を開始[3]。
- 1956年（昭和31年）10月5日 - 和文電報受付事務の取扱を開始。
- 1983年（昭和58年）11月28日 - 特定郵便局から普通郵便局に局種別改定するとともに、上南部郵便局から集配業務を移管。
- 2000年（平成12年）8月14日 - 外国通貨の両替および旅行小切手の売買に関する業務取扱を開始。
- 2007年（平成19年）10月1日 - 民営化に伴い、併設された郵便事業田辺支店南部集配センターに一部業務を移管。
- 2012年（平成24年）10月1日 - 日本郵便株式会社発足に伴い、郵便事業田辺支店南部集配センターを南部郵便局に統合。

## 取扱内容
- 郵便、印紙、ゆうパック、内容証明
- 貯金、為替、振替、振込、国際送金、国債、投資信託
- 生命保険、バイク自賠責保険、自動車保険
- ゆうちょ銀行ATM
- 「645-00xx」区域（日高郡みなべ町（旧南部川村域の一部も含む））の郵便物の集配業務
  - ゆうパックの集配業務は田辺郵便局気佐藤分室（日高郡みなべ町気佐藤）が担当する。

## 風景印
- 図案は鹿島と梅干し樽、梅の花。局名表示は「南部」
- 使用開始日は1983年（昭和58年）11月28日

## 周辺
- みなべ町立図書館
- 和歌山県立南部高等学校
- みなべ町立南部中学校
- みなべ町立南部小学校
- 国道42号

## アクセス
- JR紀勢本線 南部駅から南西へ約200m（徒歩約2分）
- 阪和自動車道 みなべICから南へ約2km
- 駐車場あり：7台